# Скатікок (селище, Нью-Йорк)
Скатікок (англ. Schaghticoke) — селище (англ. village) в США, в окрузі Ренсселер штату Нью-Йорк. Населення — 527 осіб (2020).

## Географія
Скатікок розташований за координатами 42°54′5″ пн. ш. 73°35′23″ зх. д. / 42.90139° пн. ш. 73.58972° зх. д. (42.901418, -73.589606).  За даними Бюро перепису населення США в 2010 році селище мало площу 2,57 км², з яких 1,96 км² — суходіл та 0,61 км² — водойми.

## Демографія
Згідно з переписом 2010 року, у селищі мешкали 592 особи в 242 домогосподарствах у складі 156 родин. Густота населення становила 230 осіб/км².  Було 277 помешкань (108/км²).
Расовий склад населення:
| - 96,3 % — білих - 1,2 % — чорних або афроамериканців - 1,0 % — корінних американців - 0,8 % — азіатів |

До двох чи більше рас належало 0,7 %. Частка іспаномовних становила 0,8 % від усіх жителів.
За віковим діапазоном населення розподілялося таким чином: 23,6 % — особи молодші 18 років, 62,4 % — особи у віці 18—64 років, 14,0 % — особи у віці 65 років та старші. Медіана віку мешканця становила 37,2 року. На 100 осіб жіночої статі у селищі припадало 110,7 чоловіків;  на 100 жінок у віці від 18 років та старших — 98,2 чоловіків також старших 18 років.
Середній дохід на одне домашнє господарство  становив 59 317 доларів США (медіана — 50 625), а середній дохід на одну сім'ю — 72 585 доларів (медіана — 63 750). Медіана доходів становила 51 250 доларів для чоловіків та 31 250 доларів для жінок. За межею бідності перебувало 11,1 % осіб, у тому числі 14,0 % дітей у віці до 18 років та 6,2 % осіб у віці 65 років та старших.
Цивільне працевлаштоване населення становило 293 особи. Основні галузі зайнятості: освіта, охорона здоров'я та соціальна допомога — 16,7 %, будівництво — 16,4 %, роздрібна торгівля — 15,7 %.